# Sandan (Gott)
Sandan oder Sandas war ein kilikischer Gott, der vor allem in Tarsus verehrt wurde.

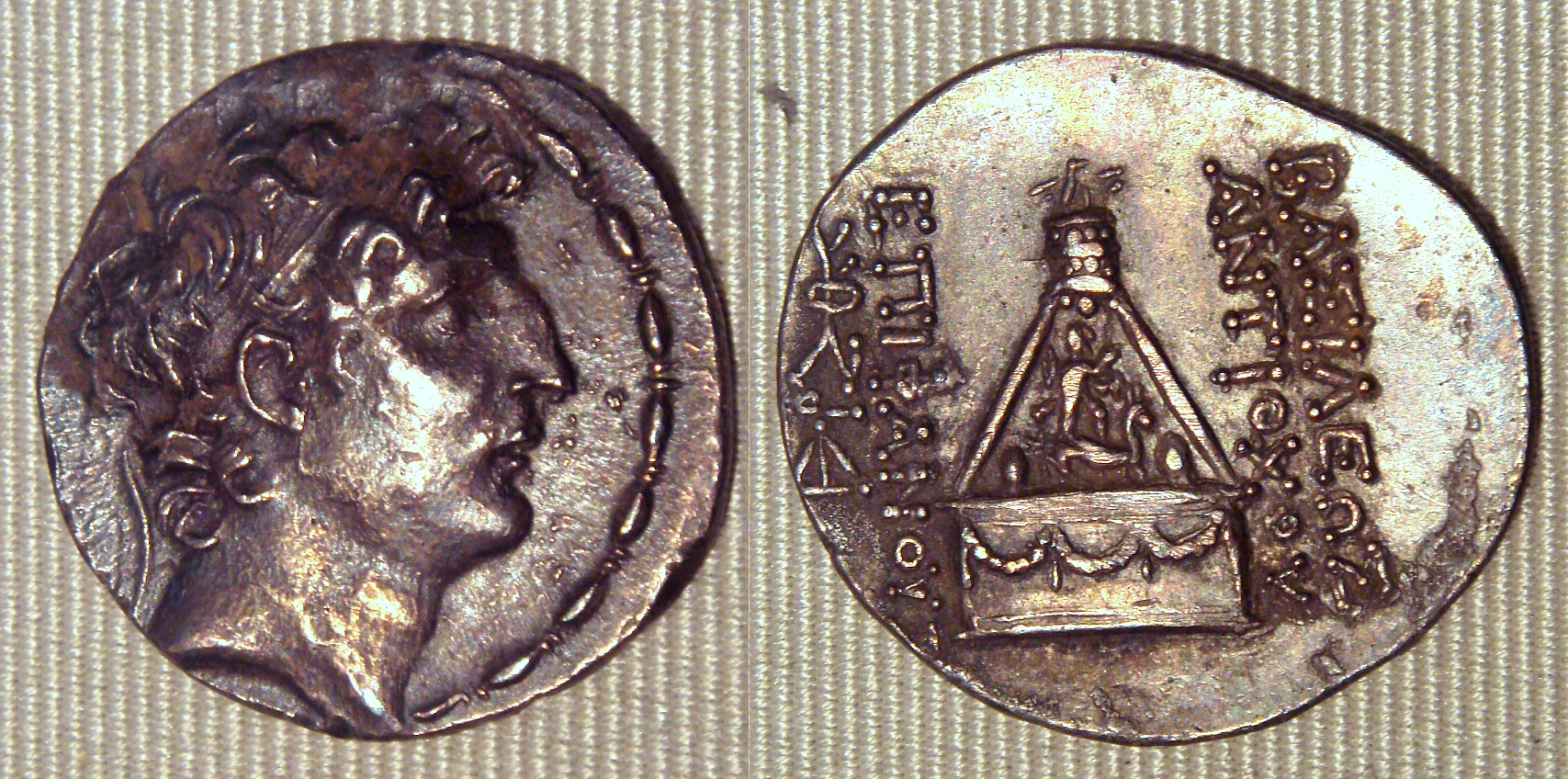
Tetradrachme des Antiochos VIII. Grypos

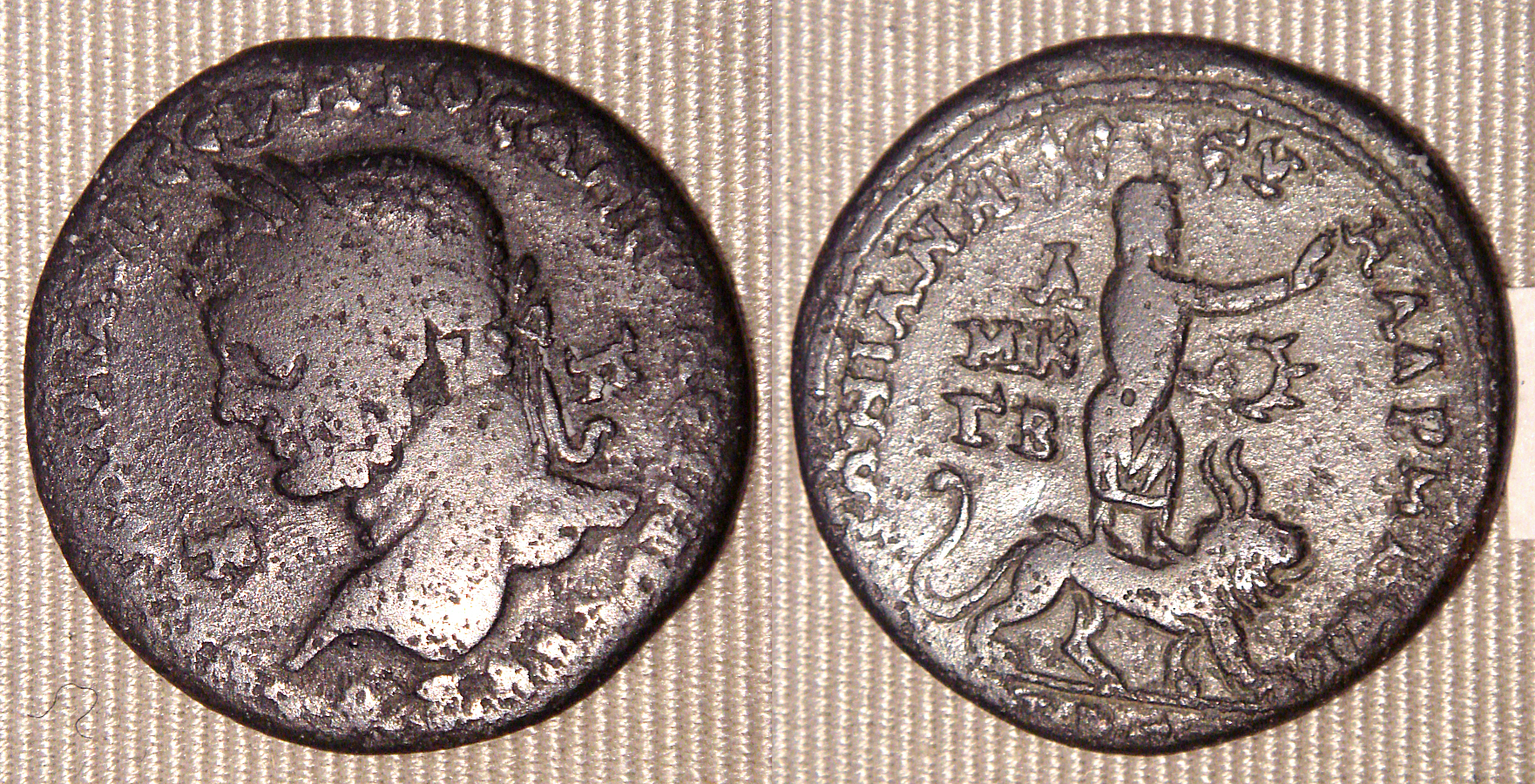
Sesterz des Caracalla

## Kult
Sandas wurde in Tarsus einmal jährlich rituell auf seinem Altar verbrannt, wie Melkart in Tyros. Dies wird von Seleukidischer Zeit bis ins 3. Jahrhundert n. Chr. auf kilikischen Gold- und Silbermünzen dargestellt. Eine Tetradrachme des Demetrios II. aus Tarsus zeigt einen kubischen, mit Girlanden geschmückten Altar, auf dem ein dreieckiger Aufbau steht. Darunter steht aufrecht der Gott, die Füße auf dem Rücken eines Löwen.

## Attribute
Das Attribut des Sandas war die Doppelaxt, wie auf kilikischen Münzen zu sehen ist. Er steht gewöhnlich auf einem geflügelten und gehörnten Löwen.

## Herleitung
Eine Herleitung von dem luwischen Gott Šanta ist wahrscheinlich. Später wurde Sandan oft mit dem griechischen Gott Herakles gleichgesetzt.